# Fürstenbahnhof Bad Homburg

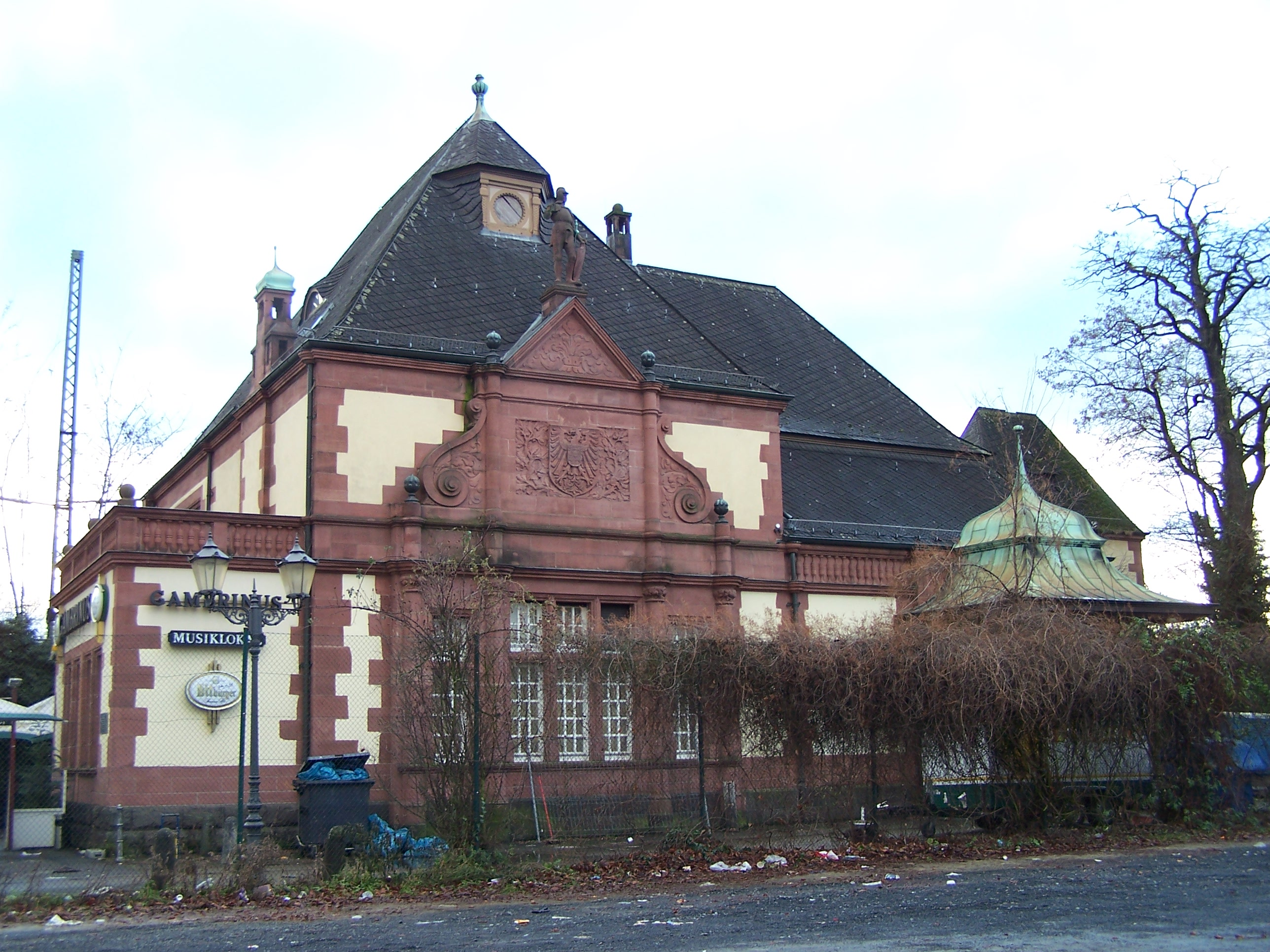
Fürstenbahnhof, heutiger Zustand

Der Fürstenbahnhof Bad Homburg ist ein vom öffentlichen Empfangsgebäude getrenntes, eigenes Empfangsgebäude am Bahnhof Bad Homburg. Es wurde zusammen mit dem neuen Bahnhof Bad Homburg 1907 vor allem für Kaiser Wilhelm II. – der hier mit dem Schloss Bad Homburg eine Sommerresidenz unterhielt – und seine Gäste errichtet. Das Gebäude ist heute ein Kulturdenkmal nach dem Hessischen Denkmalschutzgesetz.

## Vorgängerbau von 1883
Bereits am alten Bahnhof befand sich seit 1883 ein „Kaiserpavillon“, ein kleiner, spätklassizistischer Bau aus gelbem Backstein. Anlass, ihn zu errichten, war das Kaisermanöver, das vom 20. bis 27. September 1883 im Raum Bad Homburg stattfand. In extrem kurzer Zeit entstand das Gebäude: am 25. Juni wurde der Bauantrag eingereicht, am 2. Juli bewilligt, Ende August war es fertiggestellt.
Der Kaiserpavillon hatte im Inneren einen 48 m² großen Empfangsraum, einen Vorraum und zwei Toiletten. Schwere Eichenmöbel mit roten Bezügen bildeten den Hauptteil der Einrichtung. Außen gab es straßenseitig eine im Halbrund verlaufende Vorfahrt für die Wagen der „höchsten und allerhöchsten Herrschaften“. Das Portal des Gebäudes wurde von einem Giebel gedeckt, über dessen Spitze eine Krone platziert war, rechts und links von je einem preußischen Adler begleitet.
Zu den Gästen des Manövers 1883, die hier ankamen, zählten – neben Kaiser Wilhelm I. – König Alfons XII. von Spanien, König Ludwig I. von Portugal, König Milan I. von Serbien, König Albert von Sachsen und zahlreiche andere deutsche Fürsten. Später nutzten den Kaiserpavillon weitere gekrönte Häupter: König Umberto I. und Königin Margarethe von Italien, Zar Nikolaus II. und Zarin Alexandra von Russland sowie König Edward VII. von England und König Chulalongkorn von Thailand.
Mit Inbetriebnahme des neuen Bad Homburger Bahnhofs und seines Fürstenbahnhofs 1907 wurde der alte Kaiserpavillon aufgegeben und abgetragen. Über seine erneute Verwendung und die seiner Inneneinrichtung gibt es keine gesicherte Nachricht.

## Fürstenbahnhof von 1907

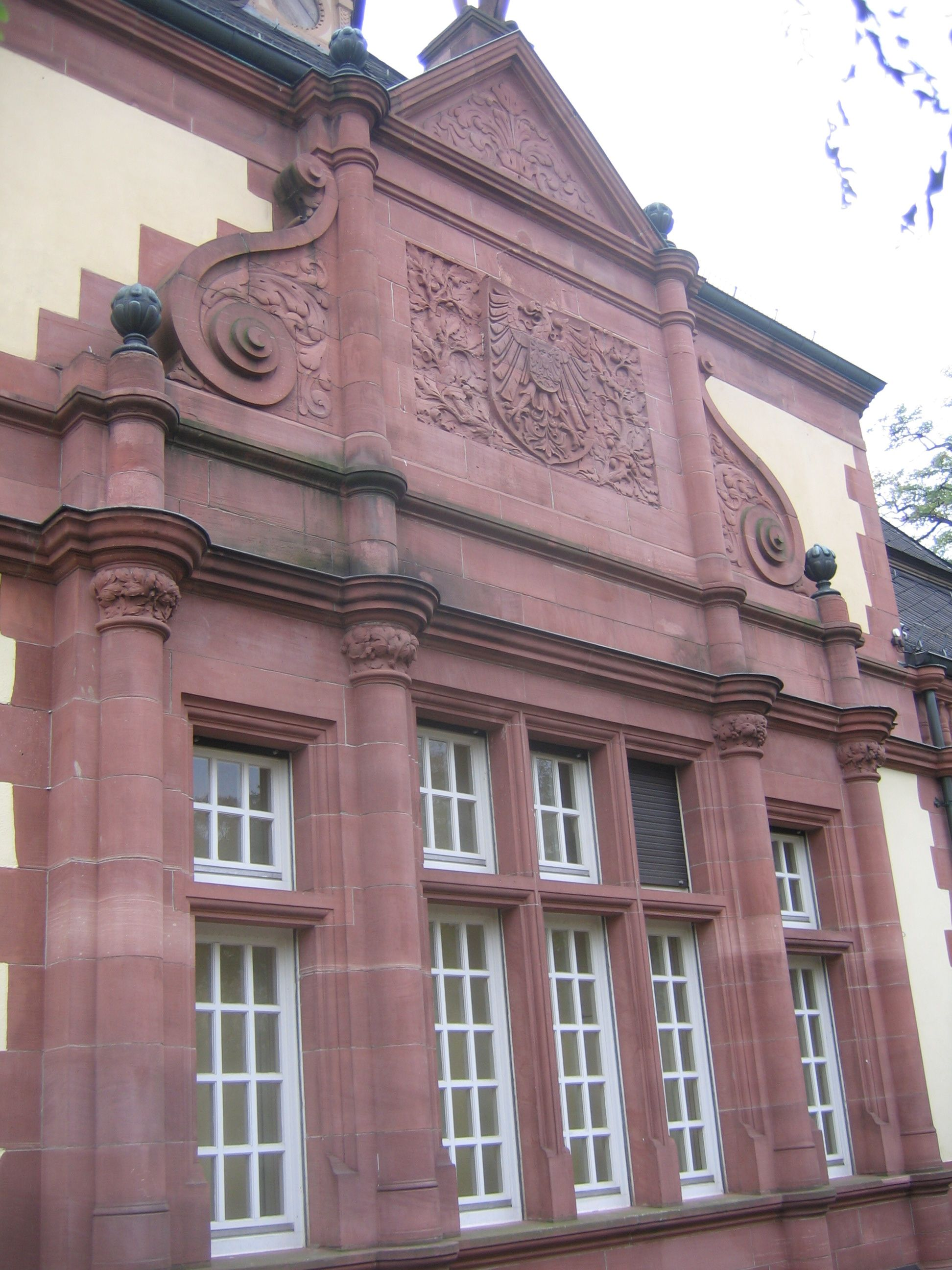
Fürstenbahnhof, Fenster des kaiserlichen Salons

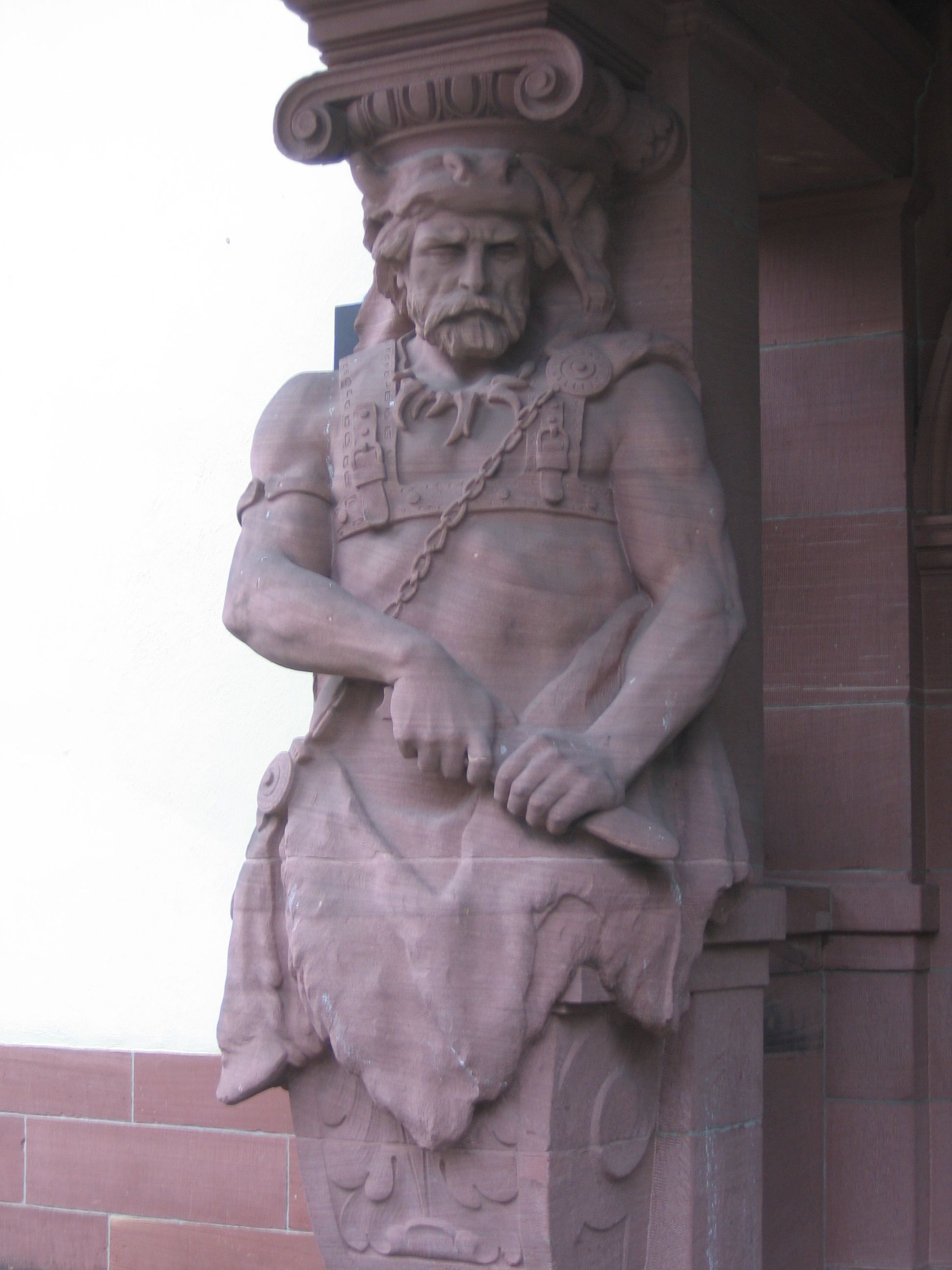
Fürstenbahnhof, Arminius

Kaiser Wilhelm II. nahm persönlich Einfluss auf die Gestaltung des Kaiserbahnhofs. Seine Anregung (der selbstverständlich Folge geleistet wurde) war, das Gebäude im Renaissancestil auszugestalten und dabei Motive des Rathauses der Stadt Rothenburg ob der Tauber aufzugreifen – dazu zählt auch der Ritter mit Schild auf dem straßenseitigen Giebel. Das Innere wurde in neoklassischem Stil unter Verwendung edler Materialien und in „schlichtem“ Stil ausgeführt.
Der Fürstenbahnhof hatte – aus protokollarischen Gründen – an Gleis 1 zu liegen. Das Gleis erhielt eine eigene Bahnsteighalle, die gegenüber den Hallen für den öffentlichen Verkehr versetzt war. Da der Gleiskörper hier in Dammlage verläuft, befindet sich der straßenseitige Zugang im Erdgeschoss, der Zugang zum Bahnsteig auf der Ebene des ersten Obergeschosses. Die Figuren Thusnelda und Arminius, die die straßenseitige Überdachung des Eingangs stützen, stammen von dem Bildhauer Johann Georg Bäumler. Bahnsteigseitig zierte das Gebäude ein Wandgemälde von Carl Nebel: Empfang eines germanischen Fürsten durch den römischen Feldherrn vor der porta decumana der Saalburg. Es wurde beim Abbruch der Bahnsteighallen des Bahnhofs 1961 beseitigt.
Im Inneren gab es einen Fürstensalon und je einen Raum für das Gefolge und die Dienerschaft sowie vier Toiletten. Das Gebäude war mit allen technischen Raffinessen der Zeit ausgestattet, mit Dampfheizung und elektrischem Licht bis hin zu zwei Aufzugsanlagen – eine für Personen und eine für Gepäck.
Der Bau des Fürstenbahnhofs kostete – bei einem Kostenvoranschlag von 62.000 Goldmark – letztendlich fast das Doppelte. Er konnte im Oktober 1907 dem Betrieb übergeben werden.
Den Fürstenbahnhof benutzte nicht nur der deutsche Kaiser – und dies unzählige Male –, sondern auch viele andere Fürsten und gekrönte Häupter, etwa Zar Nikolaus II., Kaiser Karl I. von Österreich und zahlreiche deutsche Fürsten. Am Nachmittag des 29. August 1918 verließ von hier der Kaiser letztmals Bad Homburg mit seinem Hofzug und fuhr nach Berlin.

## Nutzung nach dem Ende der Monarchie
Der Fürstenbahnhof wurde nach dem Ende der Monarchie für den Eisenbahnbetrieb nicht mehr benötigt und schließlich zweckfremd vermietet. Nach dem Ende des Zweiten Weltkrieges befand sich die Residenz des Oberbefehlshabers der US-Streitkräfte, dann des Militärgouverneurs der US-amerikanischen Besatzungszone in Bad Homburg. Dies verschaffte dem Fürstenbahnhof noch einmal eine standesgemäße Bedeutung im Eisenbahnbetrieb. Sowohl General Lucius D. Clay als auch der seit 1949 amtierende Hohe Kommissar John Jay McCloy sowie seine Ehefrau Ellen nutzten den Fürstenbahnhof für ihre zahlreichen Fahrten mit der Bahn. Als Salonwagenzug wurde dafür zunächst der Schnelltriebwagen VT 06 108 (DR 137 854, in der US-amerikanischen Bezeichnung: Special-Diesel No. 222) eingesetzt. Nachdem dieser 1951 ausgebrannt war, übernahm der VT 06 106 diesen Dienst. Zusätzlich wurde ein kleiner Dieseltriebwagen eingesetzt. Bei der Rückkehr der Familie McCloy in die USA verkehrte im Juli 1952 der letzte Sonderzug vom Fürstenbahnhof.
Danach stand das Gebäude über mehrere Jahre leer, wurde dann an einen Künstler vermietet und diente später dem Technischen Hilfswerk als Unterkunft. 1979 kaufte es die Stadt Bad Homburg zum Preis von 100 DM von der Deutschen Bundesbahn und ließ es für 1,4 Millionen DM bis 1981 stilgerecht restaurieren. Seitdem befindet sich hier das Musiklokal Gambrinus.